# Kenny Miller (calciatore)
Kenneth Miller, detto Kenny (Edimburgo, 23 dicembre 1979), è un allenatore di calcio ed ex calciatore scozzese, di ruolo attaccante.
Il 1º luglio 2006 è diventato il quarto calciatore del dopoguerra ad aver giocato per entrambe le squadre di Glasgow.

## Carriera

### Club

#### Hibernian e Rangers
Inizia la carriera nell'Hutchinson Vale BC, una squadra locale di Edimburgo, che vanta tra i suoi giocatori Derek Riordan, Gary Naysmith, Steven Caldwell e Gary Caldwell. Il suo debutto avviene quando firma per il passaggio all'Hibernian, giocando la sua prima partita nel 1997. Gioca per la squadra di Edimburgo per quattro anni e diventa il cannoniere della squadra nella stagione 1999-00 quando poi firma per i Rangers per la cifra di 2 milioni di sterline. Nel 2001 si trasferisce dai Rangers ai Wolverhampton. Nonostante inizialmente sia in prestito ai Wolves, il trasferimento diventa permanente a fine stagione al costo di 3 milioni di sterline.

#### Wolverhampton
Nel 2002-2003, aiuta i Wolves a guadagnare la promozione in Premier League segnando 24 goal per la sua squadra. Arrivano intanto anche successi internazionali, segnando per la Scozia contro Germania e Islanda. Nel 2004, segna il suo primo goal in Premiership, il goal vittoria, in un 1-0 vinto contro il Manchester United. Nonostante questa performance, i Wolves a fine stagione retrocedono dalla Premiership dopo solo una stagione nella serie maggiore.
Nonostante ci siano tensioni nella relazione con l'allenatore dei Wolves, Dave Jones, il goleador scozzese inizia la stagione 2004-05 in grande forma sia con il club che con la nazionale, con ulteriori goal ai danni di Austria, Italia e Norvegia (due).
Miller ha giocato 175 partite per i Wolves e segnato oltre 50 goal durante i suoi cinque anni con il club. Nella stagione 2005-06 riceve le attenzioni della neopromossa in Premiership Sunderland, ma i Wolves rifiutano le loro offerte. Comunque, quando il suo contratto finisce alla fine della stagione, si trasferisce al Celtic a parametro zero per la sentenza Bosman.

#### Celtic, Derby County e ritorno ai Rangers
Segna il suo primo gol contro la sua ex-squadra, i Rangers, al Celtic Park nel settembre 2006. Continua poi a segnare nella partita di Champions League vinta per 1-0 contro il Copenaghen segnando su rigore e mette a segno una doppietta nella partita vinta 3-0 contro il Benfica.
Dall'estate 2007 milita nel Derby County, squadra inglese neopromossa in Premier League, mentre nell'estate successiva è tornato ai Rangers, dove chiude segnando complessivamente durante le due esperienze nel club scozzese 57 reti in 110 presenze.

#### Bursaspor
Il 21 gennaio 2011 firma un triennale con i turchi del Bursaspor. La sua esperienza turca, durata solo sei mesi, lo ha portato a giocare 8 partite condite da 5 gol.

#### Cardiff City
Il 26 luglio 2011, dopo soli sei mesi al Bursaspor, passa ai gallesi del Cardiff City. Segna il suo primo gol con i Bluebirds all'esordio, realizzato al 91', che ha permesso alla sua squadra di ottenere la vittoria esterna ad Upton Park sul West Ham per 1-0.

#### Vancouver Whitecaps
Il 17 luglio 2012 viene ingaggiato dai Vancouver Whitecaps, club militante in Major League Soccer.
Nuovo ritorno ai Rangers
Il 4 giugno 2014 il sito ufficiale dei Rangers annuncia di essersi assicurato le prestazioni di Miller per la stagione 2014-2015.

## Statistiche

### Presenze e reti nei club
| Stagione              | Squadra               | Campionato            | Campionato | Campionato | Coppe nazionali | Coppe nazionali | Coppe nazionali | Coppe continentali | Coppe continentali | Coppe continentali | Altre coppe | Altre coppe | Altre coppe | Totale | Totale |
| Stagione              | Squadra               | Comp                  | Pres       | Reti       | Comp            | Pres            | Reti            | Comp               | Pres               | Reti               | Comp        | Pres        | Reti        | Pres   | Reti   |
| --------------------- | --------------------- | --------------------- | ---------- | ---------- | --------------- | --------------- | --------------- | ------------------ | ------------------ | ------------------ | ----------- | ----------- | ----------- | ------ | ------ |
| 1997-1998             | Hibernian             | SPD                   | 7          | 0          | SC+CdL          | 0               | 0               | -                  | -                  | -                  | -           | -           | -           | 7      | 0      |
| 1998-gen. 1999        | Hibernian             | SFD                   | 7          | 1          | SC+CdL          | 0+1             | 0               | -                  | -                  | -                  | SCC         | 0           | 0           | 8      | 1      |
| gen.-giu. 1999        | Stenhousemuir         | STD                   | 11         | 8          | SC+CdL          | 2+0             | 2               | -                  | -                  | -                  | SCC         | -           | -           | 13     | 10     |
| 1999-2000             | Hibernian             | SPL                   | 31         | 11         | SC+CdL          | 5+2             | 1+1             | -                  | -                  | -                  | -           | -           | -           | 38     | 13     |
| Totale Hibernian      | Totale Hibernian      | Totale Hibernian      | 45         | 12         |                 | 8               | 2               |                    | -                  | -                  |             | 0           | 0           | 53     | 14     |
| 2000-2001             | Rangers               | SPL                   | 27         | 8          | SC+CdL          | 3+1             | 1+1             | UCL+CU             | 2+2                | 1+0                | -           | -           | -           | 35     | 11     |
| ago. 2001             | Rangers               | SPL                   | 3          | 0          | SC+CdL          | 0               | 0               | UCL                | 0                  | 0                  | -           | -           | -           | 3      | 0      |
| ago. 2001-2002        | Wolverhampton         | FD                    | 22+2       | 2          | FACup+CdL       | 1+0             | 0               | -                  | -                  | -                  | -           | -           | -           | 25     | 2      |
| 2002-2003             | Wolverhampton         | FD                    | 43+3       | 19+1       | FACup+CdL       | 4+2             | 3+1             | -                  | -                  | -                  | -           | -           | -           | 52     | 24     |
| 2003-2004             | Wolverhampton         | PL                    | 25         | 2          | FACup+CdL       | 3+2             | 2+1             | -                  | -                  | -                  | -           | -           | -           | 30     | 5      |
| 2004-2005             | Wolverhampton         | FLC                   | 44         | 19         | FACup+CdL       | 2+1             | 0+1             | -                  | -                  | -                  | -           | -           | -           | 47     | 20     |
| 2005-2006             | Wolverhampton         | FLC                   | 35         | 10         | FACup+CdL       | 2+2             | 0+2             | -                  | -                  | -                  | -           | -           | -           | 39     | 12     |
| Totale Wolverhampton  | Totale Wolverhampton  | Totale Wolverhampton  | 169+5      | 52+1       |                 | 19              | 10              |                    | -                  | -                  |             | -           | -           | 193    | 63     |
| 2006-2007             | Celtic                | SPL                   | 31         | 4          | SC+CdL          | 4+1             | 1+0             | UCL                | 8                  | 3                  | -           | -           | -           | 44     | 8      |
| ago. 2007             | Celtic                | SPL                   | 2          | 3          | SC+CdL          | 0               | 0               | UCL                | 0                  | 0                  | -           | -           | -           | 2      | 3      |
| Totale Celtic         | Totale Celtic         | Totale Celtic         | 33         | 7          |                 | 5               | 1               |                    | 8                  | 3                  |             | -           | -           | 46     | 11     |
| ago. 2007-2008        | Derby County          | PL                    | 30         | 4          | FACup+CdL       | 3+0             | 2               | -                  | -                  | -                  | -           | -           | -           | 33     | 6      |
| 2008-2009             | Rangers               | SPL                   | 30         | 10         | SC+CdL          | 5+1             | 3+0             | UCL                | 2                  | 0                  | -           | -           | -           | 38     | 13     |
| 2009-2010             | Rangers               | SPL                   | 33         | 18         | SC+CdL          | 6+1             | 2+1             | UCL                | 5                  | 0                  | -           | -           | -           | 45     | 21     |
| 2010-gen. 2011        | Rangers               | SPL                   | 18         | 21         | SC+CdL          | 0+1             | 0               | UCL                | 6                  | 1                  | -           | -           | -           | 25     | 22     |
| gen.-giu. 2011        | Bursaspor             | SL                    | 15         | 5          | TK              | 0               | 0               | UCL                | -                  | -                  | ST          | -           | -           | 15     | 5      |
| 2011-2012             | Cardiff City          | FLC                   | 43+2       | 10         | FACup+CdL       | 0+5             | 1               | -                  | -                  | -                  | -           | -           | -           | 50     | 11     |
| 2012                  | Van. Whitecaps        | MLS                   | 13+1       | 2          | CC              | -               | -               | -                  | -                  | -                  | -           | -           | -           | 14     | 2      |
| 2013                  | Van. Whitecaps        | MLS                   | 21         | 8          | CC              | 1               | 0               | -                  | -                  | -                  | -           | -           | -           | 22     | 8      |
| 2014                  | Van. Whitecaps        | MLS                   | 9          | 3          | CC              | 0               | 0               | -                  | -                  | -                  | -           | -           | -           | 9      | 3      |
| Totale Van. Whitecaps | Totale Van. Whitecaps | Totale Van. Whitecaps | 43+1       | 13         |                 | 1               | 0               |                    | -                  | -                  |             | -           | -           | 45     | 13     |
| 2014-2015             | Rangers               | SC                    | 27+6       | 7+1        | SC+CdL          | 3+2             | 0               | -                  | -                  | -                  | SCC         | 3           | 1           | 41     | 9      |
| 2015-2016             | Rangers               | SC                    | 32         | 14         | SC+CdL          | 6+2             | 2+1             | -                  | -                  | -                  | SCC         | 3           | 4           | 43     | 21     |
| 2016-2017             | Rangers               | SP                    | 37         | 11         | SC+CdL          | 4+6             | 0+3             | -                  | -                  | -                  | -           | -           | -           | 47     | 14     |
| 2017-2018             | Rangers               | SP                    | 18         | 3          | SC+CdL          | 2+1             | 0+1             | UEL                | 2                  | 1                  | -           | -           | -           | 23     | 5      |
| Totale Rangers        | Totale Rangers        | Totale Rangers        | 225+6      | 92+1       |                 | 44              | 15              |                    | 19                 | 3                  |             | 6           | 5           | 300    | 116    |
| 2018-2019             | Livingston            | SP                    | 2          | 0          | SC+CdL          | 0+5             | 0+1             | -                  | -                  | -                  | -           | -           | -           | 7      | 1      |
| 2018-2019             | Dundee                | SP                    | 33         | 8          | SC+CdL          | 2+0             | 0+0             | -                  | -                  | -                  | -           | -           | -           | 35     | 8      |
| 2019-2020             | Partick Thistle       | SC                    | 21         | 5          | SC+CdL          | 2+6             | 0+3             | -                  | -                  | -                  | SCC         | 3           | 2           | 32     | 10     |
| Totale carriera       | Totale carriera       | Totale carriera       | 684        | 218        |                 | 102             | 37              |                    | 27                 | 6                  |             | 9           | 7           | 822    | 268    |

### Cronologia presenze e reti in nazionale
| Cronologia completa delle presenze e delle reti in nazionale ― Scozia | Cronologia completa delle presenze e delle reti in nazionale ― Scozia | Cronologia completa delle presenze e delle reti in nazionale ― Scozia | Cronologia completa delle presenze e delle reti in nazionale ― Scozia | Cronologia completa delle presenze e delle reti in nazionale ― Scozia | Cronologia completa delle presenze e delle reti in nazionale ― Scozia | Cronologia completa delle presenze e delle reti in nazionale ― Scozia | Cronologia completa delle presenze e delle reti in nazionale ― Scozia |
| Data                                                                  | Città                                                                 | In casa                                                               | Risultato                                                             | Ospiti                                                                | Competizione                                                          | Reti                                                                  | Note                                                                  |
| --------------------------------------------------------------------- | --------------------------------------------------------------------- | --------------------------------------------------------------------- | --------------------------------------------------------------------- | --------------------------------------------------------------------- | --------------------------------------------------------------------- | --------------------------------------------------------------------- | --------------------------------------------------------------------- |
| 25-4-2001                                                             | Bydgoszcz                                                             | Polonia                                                               | 1 – 1                                                                 | Scozia                                                                | Amichevole                                                            | -                                                                     | 81’                                                                   |
| 29-3-2003                                                             | Glasgow                                                               | Scozia                                                                | 2 – 1                                                                 | Islanda                                                               | Qual. Euro 2004                                                       | 1                                                                     | 80’                                                                   |
| 2-4-2003                                                              | Kaunas                                                                | Lituania                                                              | 1 – 0                                                                 | Scozia                                                                | Qual. Euro 2004                                                       | -                                                                     |                                                                       |
| 30-4-2003                                                             | Glasgow                                                               | Scozia                                                                | 0 – 2                                                                 | Austria                                                               | Amichevole                                                            | -                                                                     | 61’                                                                   |
| 7-6-2003                                                              | Glasgow                                                               | Scozia                                                                | 1 – 1                                                                 | Germania                                                              | Qual. Euro 2004                                                       | 1                                                                     | 88’                                                                   |
| 11-10-2003                                                            | Glasgow                                                               | Scozia                                                                | 1 – 0                                                                 | Lituania                                                              | Qual. Euro 2004                                                       | -                                                                     | 65’                                                                   |
| 15-11-2003                                                            | Glasgow                                                               | Scozia                                                                | 1 – 0                                                                 | Paesi Bassi                                                           | Qual. Euro 2004                                                       | -                                                                     | 65’                                                                   |
| 19-11-2003                                                            | Amsterdam                                                             | Paesi Bassi                                                           | 6 – 0                                                                 | Scozia                                                                | Qual. Euro 2004                                                       | -                                                                     | 62’                                                                   |
| 18-2-2004                                                             | Cardiff                                                               | Galles                                                                | 4 – 0                                                                 | Scozia                                                                | Amichevole                                                            | -                                                                     |                                                                       |
| 31-3-2004                                                             | Glasgow                                                               | Scozia                                                                | 1 – 2                                                                 | Romania                                                               | Amichevole                                                            | -                                                                     | 51’                                                                   |
| 27-5-2004                                                             | Tallinn                                                               | Estonia                                                               | 0 – 1                                                                 | Scozia                                                                | Amichevole                                                            | -                                                                     |                                                                       |
| 30-5-2004                                                             | Edimburgo                                                             | Scozia                                                                | 4 – 1                                                                 | Trinidad e Tobago                                                     | Amichevole                                                            | -                                                                     | 68’                                                                   |
| 18-8-2004                                                             | Glasgow                                                               | Scozia                                                                | 0 – 3                                                                 | Ungheria                                                              | Amichevole                                                            | -                                                                     | 58’                                                                   |
| 3-9-2004                                                              | Valencia                                                              | Spagna                                                                | 1 – 1                                                                 | Scozia                                                                | Amichevole                                                            | -                                                                     | 58’                                                                   |
| 9-10-2004                                                             | Glasgow                                                               | Scozia                                                                | 0 – 1                                                                 | Norvegia                                                              | Qual. Mondiali 2006                                                   | -                                                                     | 75’                                                                   |
| 13-10-2004                                                            | Chișinău                                                              | Moldavia                                                              | 1 – 1                                                                 | Scozia                                                                | Qual. Mondiali 2006                                                   | -                                                                     | 66’                                                                   |
| 17-11-2004                                                            | Edimburgo                                                             | Scozia                                                                | 1 – 4                                                                 | Svezia                                                                | Amichevole                                                            | -                                                                     | 71’                                                                   |
| 26-3-2005                                                             | Milano                                                                | Italia                                                                | 2 – 0                                                                 | Scozia                                                                | Qual. Mondiali 2006                                                   | -                                                                     | 85’                                                                   |
| 4-6-2005                                                              | Glasgow                                                               | Scozia                                                                | 2 – 0                                                                 | Moldavia                                                              | Qual. Mondiali 2006                                                   | -                                                                     |                                                                       |
| 8-6-2005                                                              | Minsk                                                                 | Bielorussia                                                           | 0 – 0                                                                 | Scozia                                                                | Qual. Mondiali 2006                                                   | -                                                                     |                                                                       |
| 17-8-2005                                                             | Graz                                                                  | Austria                                                               | 2 – 2                                                                 | Scozia                                                                | Amichevole                                                            | 1                                                                     | 46’                                                                   |
| 3-9-2005                                                              | Glasgow                                                               | Scozia                                                                | 1 – 1                                                                 | Italia                                                                | Qual. Mondiali 2006                                                   | 1                                                                     | 47’ 75’                                                               |
| 7-9-2005                                                              | Oslo                                                                  | Norvegia                                                              | 1 – 2                                                                 | Scozia                                                                | Qual. Mondiali 2006                                                   | 2                                                                     | 40’                                                                   |
| 8-10-2005                                                             | Glasgow                                                               | Scozia                                                                | 0 – 1                                                                 | Bielorussia                                                           | Qual. Mondiali 2006                                                   | -                                                                     |                                                                       |
| 12-10-2005                                                            | Celje                                                                 | Slovenia                                                              | 0 – 3                                                                 | Scozia                                                                | Qual. Mondiali 2006                                                   | -                                                                     | 46’                                                                   |
| 1-3-2006                                                              | Glasgow                                                               | Scozia                                                                | 1 – 3                                                                 | Svizzera                                                              | Amichevole                                                            | 1                                                                     |                                                                       |
| 2-9-2006                                                              | Glasgow                                                               | Scozia                                                                | 6 – 0                                                                 | Fær Øer                                                               | Qual. Euro 2008                                                       | 1                                                                     | 43’ 61’                                                               |
| 6-9-2006                                                              | Kaunas                                                                | Lituania                                                              | 1 – 2                                                                 | Scozia                                                                | Qual. Euro 2008                                                       | 1                                                                     | 29’                                                                   |
| 11-10-2006                                                            | Kiev                                                                  | Ucraina                                                               | 2 – 0                                                                 | Scozia                                                                | Qual. Euro 2008                                                       | -                                                                     |                                                                       |
| 24-3-2007                                                             | Glasgow                                                               | Scozia                                                                | 2 – 1                                                                 | Georgia                                                               | Qual. Euro 2008                                                       | -                                                                     | 90+2’                                                                 |
| 28-3-2007                                                             | Bari                                                                  | Italia                                                                | 2 – 0                                                                 | Scozia                                                                | Qual. Euro 2008                                                       | -                                                                     |                                                                       |
| 22-8-2007                                                             | Glasgow                                                               | Scozia                                                                | 1 – 0                                                                 | Sudafrica                                                             | Amichevole                                                            | -                                                                     | 68’                                                                   |
| 13-10-2007                                                            | Glasgow                                                               | Scozia                                                                | 3 – 1                                                                 | Ucraina                                                               | Qual. Euro 2008                                                       | 1                                                                     | 72’                                                                   |
| 17-10-2007                                                            | Tbilisi                                                               | Georgia                                                               | 2 – 0                                                                 | Scozia                                                                | Qual. Euro 2008                                                       | -                                                                     | 66’                                                                   |
| 17-11-2007                                                            | Glasgow                                                               | Scozia                                                                | 1 – 2                                                                 | Italia                                                                | Qual. Euro 2008                                                       | -                                                                     | 74’                                                                   |
| 26-3-2008                                                             | Glasgow                                                               | Scozia                                                                | 1 – 1                                                                 | Croazia                                                               | Amichevole                                                            | 1                                                                     |                                                                       |
| 30-5-2008                                                             | Praga                                                                 | Rep. Ceca                                                             | 3 – 1                                                                 | Scozia                                                                | Amichevole                                                            | -                                                                     |                                                                       |
| 20-8-2008                                                             | Glasgow                                                               | Scozia                                                                | 0 – 0                                                                 | Irlanda del Nord                                                      | Amichevole                                                            | -                                                                     |                                                                       |
| 6-9-2008                                                              | Skopje                                                                | Macedonia                                                             | 1 – 0                                                                 | Scozia                                                                | Qual. Mondiali 2010                                                   | -                                                                     | 80’                                                                   |
| 10-9-2008                                                             | Reykjavík                                                             | Islanda                                                               | 1 – 2                                                                 | Scozia                                                                | Qual. Mondiali 2010                                                   | -                                                                     | 62’                                                                   |
| 28-3-2009                                                             | Amsterdam                                                             | Paesi Bassi                                                           | 3 – 0                                                                 | Scozia                                                                | Qual. Mondiali 2010                                                   | -                                                                     | 71’                                                                   |
| 1-4-2009                                                              | Glasgow                                                               | Scozia                                                                | 2 – 1                                                                 | Islanda                                                               | Qual. Mondiali 2010                                                   | -                                                                     |                                                                       |
| 12-8-2009                                                             | Oslo                                                                  | Norvegia                                                              | 0 – 0                                                                 | Scozia                                                                | Qual. Mondiali 2010                                                   | -                                                                     |                                                                       |
| 5-9-2009                                                              | Glasgow                                                               | Scozia                                                                | 2 – 0                                                                 | Macedonia                                                             | Qual. Mondiali 2010                                                   | -                                                                     |                                                                       |
| 9-9-2009                                                              | Glasgow                                                               | Scozia                                                                | 0 – 2                                                                 | Paesi Bassi                                                           | Qual. Mondiali 2010                                                   | -                                                                     |                                                                       |
| 14-11-2009                                                            | Cardiff                                                               | Galles                                                                | 3 – 0                                                                 | Scozia                                                                | Amichevole                                                            | -                                                                     | 55’                                                                   |
| 3-3-2010                                                              | Glasgow                                                               | Scozia                                                                | 1 – 0                                                                 | Rep. Ceca                                                             | Amichevole                                                            | -                                                                     | 63’                                                                   |
| 3-9-2010                                                              | Kaunas                                                                | Lituania                                                              | 0 – 0                                                                 | Scozia                                                                | Qual. Euro 2012                                                       | -                                                                     |                                                                       |
| 7-9-2010                                                              | Glasgow                                                               | Scozia                                                                | 2 – 1                                                                 | Liechtenstein                                                         | Qual. Euro 2012                                                       | 1                                                                     |                                                                       |
| 8-10-2010                                                             | Praga                                                                 | Rep. Ceca                                                             | 1 – 0                                                                 | Scozia                                                                | Qual. Euro 2012                                                       | -                                                                     | 76’                                                                   |
| 12-10-2010                                                            | Glasgow                                                               | Scozia                                                                | 2 – 3                                                                 | Spagna                                                                | Qual. Euro 2012                                                       | -                                                                     | 72’                                                                   |
| 9-2-2011                                                              | Dublino                                                               | Irlanda del Nord                                                      | 0 – 3                                                                 | Scozia                                                                | Amichevole                                                            | 1                                                                     | Cap. 90’                                                              |
| 27-3-2011                                                             | Londra                                                                | Brasile                                                               | 2 – 0                                                                 | Scozia                                                                | Amichevole                                                            | -                                                                     | 78’                                                                   |
| 25-5-2011                                                             | Dublino                                                               | Scozia                                                                | 3 – 1                                                                 | Galles                                                                | Amichevole                                                            | 1                                                                     | Cap.                                                                  |
| 29-5-2011                                                             | Dublino                                                               | Irlanda                                                               | 1 – 0                                                                 | Scozia                                                                | Amichevole                                                            | -                                                                     | Cap. 76’                                                              |
| 10-8-2011                                                             | Glasgow                                                               | Scozia                                                                | 2 – 1                                                                 | Danimarca                                                             | Amichevole                                                            | -                                                                     | Cap. 57’                                                              |
| 3-9-2011                                                              | Glasgow                                                               | Scozia                                                                | 2 – 2                                                                 | Rep. Ceca                                                             | Qual. Euro 2012                                                       | 1                                                                     | 50’                                                                   |
| 11-11-2011                                                            | Larnaca                                                               | Cipro                                                                 | 1 – 2                                                                 | Scozia                                                                | Amichevole                                                            | 1                                                                     | 63’                                                                   |
| 29-2-2012                                                             | Capodistria                                                           | Slovenia                                                              | 1 – 1                                                                 | Scozia                                                                | Amichevole                                                            | -                                                                     | 81’                                                                   |
| 26-5-2012                                                             | Jacksonville                                                          | Stati Uniti                                                           | 5 – 1                                                                 | Scozia                                                                | Amichevole                                                            | -                                                                     | Cap.                                                                  |
| 8-9-2012                                                              | Glasgow                                                               | Scozia                                                                | 0 – 0                                                                 | Serbia                                                                | Qual. Mondiali 2014                                                   | -                                                                     | 81’                                                                   |
| 11-9-2012                                                             | Glasgow                                                               | Scozia                                                                | 1 – 1                                                                 | Macedonia                                                             | Qual. Mondiali 2014                                                   | 1                                                                     | 58’                                                                   |
| 12-10-2012                                                            | Cardiff                                                               | Galles                                                                | 2 – 1                                                                 | Scozia                                                                | Qual. Mondiali 2014                                                   | -                                                                     | 87’                                                                   |
| 16-10-2012                                                            | Bruxelles                                                             | Belgio                                                                | 2 – 0                                                                 | Scozia                                                                | Qual. Mondiali 2014                                                   | -                                                                     | 76’                                                                   |
| 14-11-2012                                                            | Lussemburgo                                                           | Lussemburgo                                                           | 1 – 2                                                                 | Scozia                                                                | Amichevole                                                            | -                                                                     |                                                                       |
| 6-2-2013                                                              | Glasgow                                                               | Scozia                                                                | 1 – 0                                                                 | Estonia                                                               | Amichevole                                                            | -                                                                     | 67’                                                                   |
| 22-3-2013                                                             | Glasgow                                                               | Scozia                                                                | 1 – 2                                                                 | Galles                                                                | Qual. Mondiali 2014                                                   | -                                                                     | 5’ 52’                                                                |
| 26-3-2013                                                             | Novi Sad                                                              | Serbia                                                                | 2 – 0                                                                 | Scozia                                                                | Qual. Mondiali 2014                                                   | -                                                                     | 80’                                                                   |
| 14-8-2013                                                             | Londra                                                                | Inghilterra                                                           | 3 – 2                                                                 | Scozia                                                                | Amichevole                                                            | 1                                                                     | 73’                                                                   |
| Totale                                                                |                                                                       | Presenze (10º posto)                                                  | 69                                                                    |                                                                       | Reti (6º posto)                                                       | 18                                                                    |                                                                       |

## Palmarès

### Giocatore

#### Club
- Scottish First Division: 1

Hibernian: 1998-1999
- Campionato scozzese: 2

Celtic: 2006-2007
Rangers: 2008-2009
- Coppa di Scozia: 2

Celtic: 2006-2007
Rangers: 2008-2009
- Coppa di Lega scozzese: 1

Rangers: 2009-2010
- Scottish Championship: 1

Rangers: 2015-2016
- Scottish Challenge Cup: 1

Rangers: 2015-2016

#### Individuale
- Miglior giovane dell'anno della SPFA: 1

1999-2000
- Capocannoniere della Scottish Premier League: 1

2010-2011 (21 gol)